# Xã Blooming Grove, Quận Franklin, Indiana
Xã Blooming Grove (tiếng Anh: Blooming Grove Township) là một xã thuộc quận Franklin, tiểu bang Indiana, Hoa Kỳ. Năm 2010, dân số của xã này là 1.154 người.